# Bondomass
Il Bondomass è un materiale plastico con un'ottima resistenza allo sforzo (simile al legno) ottenuto da fibre naturali (canapa, riso, fieno, ecc.).
Il processo di produzione di questo materiale, è ottenuto portando le cellule di queste bio masse ad esplosione, per separare il materiale fibroso dal resto, con lo scopo di raffinarle per migliorarne l'assorbimento di resine o altri agenti leganti.
Questo materiale può sostituire fino al 40% delle resine utilizzate nei normali processi di produzione delle plastiche, e riduce del 50% il costo della produzione di materiali plastici (grezzi).